# Crossodactylodes
A Crossodactylodes  a kétéltűek (Amphibia) osztályába, a békák (Anura) rendjébe és a füttyentőbéka-félék  (Leptodactylidae) családjába, azon belül a Paratelmatobiinae alcsaládba tartozó nem. 

## Elterjedésük
A nembe tartozó fajok Brazília Atlanti-parti hegységeiben honosak.

## Taxonómiai helyzete
A Crossodactylodes nemet  Fouquet, Blotto, Maronna, Verdade, Juncá, de Sá & Rodrigues 2013-ban választotta le a Cycloramphidae családról.

## Rendszerezés
A nembe az alábbi fajok tartoznak:
- Crossodactylodes bokermanni Peixoto, 1983
- Crossodactylodes itambe Barata, Santos, Leite & Garcia, 2013
- Crossodactylodes izecksohni Peixoto, 1983
- Crossodactylodes pintoi Cochran, 1938
- Crossodactylodes septentrionalis Teixeira, Recoder, Amaro, Damasceno, Cassimiro & Rodrigues, 2013